# Painkiller
Painkiller е дванадесетият студиен албум на британската хевиметъл група Judas Priest. Албумът е записан в Бриньол (Франция) в началото на 1990 г. и е миксиран в Wisseloord Studios, Хилверсум (Нидерландия). Това е първият албум на групата с настоящия барабанист Скот Травис. През май 2001 г. е ремастериран и преиздаден. Painkiller получава номинация за Грами в категорията „Най-добро метъл изпълнение“. Въпреки че албумът е завършен през март 1990 г., издаването му е отложено поради заведеното дело срещу групата за скрито послание в тяхна песен, което започва на 16 юли 1990 г. Групата е осъдена за опитите за самоубийство на двама тийнейджъри от Рино, Невада през 1985 г. Случаят приключва на 24 август 1990 г.
След слабите продажби на Ram It Down (1988), групата се завръща към класическото си звучене от 70-те години, като правят заемки от звученето на спийд метъла и като резултат се получава най-добрият им албум за десетилетието. Някои считат албума за квинтесенция на спийд метъла. Той оказва огромно влияние върху европейските пауър метъл групи и особено върху Gamma Ray и Primal Fear.
Следва турне, след което Роб Халфорд напуска групата и не поддържа контакт с Judas Priest през 90-те. Причината за това е нарастващото напрежение в групата, породено от хомосексуалността на Халфорд, въпреки че това твърдение не е особено популярно. По време на концерта в Торонто вокалът разбива на сцената запазената си марка – мотор „Харли Дейвидсън“, което също е катализатор за раздялата. Всъщност Халфорд иска да създаде своя собствена група, с която да експериментира с новите стилове метъл (Fight). След напускането на вокала, Judas Priest обявяват разпаденето си официално. След няколко години групата се събира с нов вокал Тим „Рипър“ Оуенс, с когото издават два студийни албума – Jugulator (1997) и Demolition (2001).
Като сингли са издадени „Painkiller“ и „A Touch of Evil“, като двата са с видеоклипове.
През май 2005 г. класацията на Metal Hammer за албум на всички времена, поставя на 13-о място Painkiller.

## Състав
- Роб Халфорд – вокали
- Кенет Даунинг – китара
- Глен Типтън – китара
- Йън Хил – бас
- Скот Травис – барабани

## Песни
Всички песни са написани от Роб Халфорд, Кенет Даунинг и Глен Типтън.
| Painkiller | Painkiller                     | Painkiller | Painkiller | Painkiller | Painkiller | Painkiller | Painkiller | Painkiller | Painkiller |
| №          | Име                            | Време      |            |            |            |            |            |            |            |
| ---------- | ------------------------------ | ---------- | ---------- | ---------- | ---------- | ---------- | ---------- | ---------- | ---------- |
| 1.         | Painkiller                     | 6:06       |            |            |            |            |            |            |            |
| 2.         | Hell Patrol                    | 3:35       |            |            |            |            |            |            |            |
| 3.         | All Guns Blazing               | 3:56       |            |            |            |            |            |            |            |
| 4.         | Leather Rebel                  | 3:34       |            |            |            |            |            |            |            |
| 5.         | Metal Meltdown                 | 4:46       |            |            |            |            |            |            |            |
| 6.         | Night Crawler                  | 5:44       |            |            |            |            |            |            |            |
| 7.         | Between the Hammer & the Anvil | 4:47       |            |            |            |            |            |            |            |
| 8.         | A Touch of Evil                | 5:42       |            |            |            |            |            |            |            |
| 9.         | Battle Hymn (инструментал)     | 0:56       |            |            |            |            |            |            |            |
| 10.        | One Shot at Glory              | 6:46       |            |            |            |            |            |            |            |
| 46:08      |                                |            |            |            |            |            |            |            |            |

### Бонус песни 2001
1. „Living Bad Dreams“ – 5:21
2. „Leather Rebel“ (Live) – 3:39

## Кавъри
- Едноименното парче и включено в изпълнение на американската дет метъл група Death, в албума им „The Sound of Perseverance“, заедно с бразилската пауър метъл група Angra и испанците Saratoga. Exmortus също имат кавър на песента и често я изпълняват на концертите си.
- „A Touch of Evil“ има кавър версия, изпълнявана от Lions Share.
- „Night Crawler“ има кавър, изпълняван от Radakka и Cryptic Wintermoon.
- „Metal Meltdown“ има кавър, изпълняван от дет метъл групата Aurora Borealis.
- Krokus издават през 1978 г. албум със същото заглавие.